# Vincent Feigenbutz
Vincent Feigenbutz (født 11. september 1995 i Karlsruhe i Tyskland) er en tysk professionel bokser, der var WBA (interim) supermellemvægtmester i 2015.

## Professionel karriere
Feigenbutz blev professionel i en alder af 16 år uden amatørbaggrund.  Efter at have vundet sin første kamp på knockout blev Feigenbutz stoppet via TKO i sin anden kamp. Feigenbutz var i stand til at fortsætte med at bygge sin karriere op og til sidst vinde WBA Interim supermellemvægttitel mod den peruvianske veteran Mauricio Reynoso i juli 2015. Senere det år forsvarede Feigenbutz sin titel mod Giovanni De Carolis, ved at vinde en kontroversiel afgørelse (115-113, 115-113, 114-113), der blev diskuteret en del. Feigenbutz blev slået ned i den første runde i kampen.  En øjeblikkelig rematch blev aftal for en kamp om WBA's rigtige mesterskab. . The second fight was won by De Carolis with an 11th-round TKO.
I 2017 blev Feigenbutz gjort til reserve i World Boxing Super Series. 
Feigenbutz er på kontrakt hos Team Sauerland og har Karsten Röwer som træner.